# Norsk Forfatter-Lexikon 1814–1880
Norsk Forfatter-Lexikon 1814–1880 est un ouvrage biographique d'écrivains norvégiens ayant écrit entre 1814 et 1880, publié par Jens Braage Halvorsen (no) et son successeur Halvdan Koht (no) de 1885 à 1908.

## Contenu
Norsk Forfatter-Lexikon est constitué de six volumes, et comporte 3204 articles biographiques, classés par ordre alphabétique, sur des écrivains norvégiens qui ont publié leurs propres œuvres ou ont participé à des discussions dans la presse publique entre 1814 et 1880. Les articles comprennent une biographie de l'auteur ainsi qu'une bibliographie des écrits qu'il a publiés. L'ouvrage totalise 4221 pages ; le plus grand article, d'une longueur de 145 pages, porte sur l'écrivain dano-norvégien Henrik Wergeland.

### Volumes
- Første Bind. A-B
- Andet Bind. C-H
- Tredjet Bind. I-L
- Fjerde Bind. M-R
- Femte Bind. S-T
- Sjette Bind. U-Ø

## Histoire
Le travail est commencé par Jens Braage Halvorsen, qui publie le premier volume de Norsk Forfatter-Lexikon en 1885 et réussit à publier le quatrième volume en 1896. À sa mort en 1900, il travaillait sur le cinquième volume. L'historien Halvdan Koht prend alors la relève : en huit ans, il achève le cinquième volume et écrit le sixième et dernier volume, publié en 1908.